# Прчањ
Прчањ је градско насеље у општини Котор, у Црној Гори. Према попису из 2023. било је 1.115 становника.

## Географија
Прчањ се налази на обали Бококоторског залива, у општини Котор у Црној Гори. У документима которског архива помиње се почевши од 13. века и завичај је чувених бокешких ратника, али и вештих помораца који су још у 17. веку одржавали први поштански саобраћај између Венеције и Цариграда.

## Клима
Због повољног географског положаја Прчањ има веома пријатну климу. Због тога је још 1920. године донет званичан краљевски указ којим је Прчањ проглашен природним климатским лечилиштем.

## Знаменитости
Данас је Прчањ туристичко место и ризница културно-историјских споменика који задивљују посетиоце. Међу њима је посебно доминантна жупна црква Рођења Блажене Дјевице Марије на падини Врмца, иначе и највећа у Боки которској. Изграђена је у периоду од 1789. до 1913. године по пројекту венецијанског архитекте Бернадина Макаруција. Уз цркву се налазе и бисте Његоша, Андрије Змајевића, Јосипа Јураја Штросмајера, Андрије Качића Миошића, Франа Учелинија, те Јоза Ђуровића капетана и вода народног препорода у Боки, као и Ива Визина, поморца који је опловио свет.
У Прчању се налази и православна црква Св. Петра Цетињског, саграђена 1976. године.
Поред цркава у Прчању се, уз саму Јадранску магистралу, налази и палата Тре сореле (итал. Tre sorelle), око које је настала и чувена легенда о три сестре које су своју љубав поклониле једном истом мушкарцу, херцегновском капетану. Легенда је заштићена као нематеријално културно наслеђе Црне Горе. На основу ове легенде драмски писац Стеван Копривица написао је драму „Тре сореле” која се изводи на позоришним сценама у региону.
- Палата Тре сореле

## Историја
Лазар Томановић је записао да (католички) житељи овог места славе крсна имена, али и да су доста искварили језик под утицајем италијанског језика. Тако су многе речи скраћивали: ма (мајка), праљу (пријатељу), али су уводили и нове: бопо и боца (ђеде и баба)...

## Демографија
У Прчању живи 957 пунолетних становника, а просечна старост становништва износи 37,9 година (36,1 код мушкараца и 39,6 код жена). У насељу има 415 домаћинстава, а просечан број чланова по домаћинству је 3,00.
Становништво у овом насељу веома је хетерогено, а у последња три пописа, примећен је пораст у броју становника.
|  |

| Демографија | Демографија | Демографија |
| Година      | Становника  | Становника  |
| ----------- | ----------- | ----------- |
|             |             |             |
|             |             |             |
|             |             |             |
|             |             |             |
| 1948.       | 619         |             |
| 1953.       | 965         |             |
| 1961.       | 896         |             |
| 1971.       | 1.007       |             |
| 1981.       | 1.211       |             |
| 1991.       | 1.213       | 1.202       |
| 2003.       | 1.289       | 1.244       |
|             |             |             |
|             |             |             |

| Етнички састав према попису из 2003.‍ | Етнички састав према попису из 2003.‍ | Етнички састав према попису из 2003.‍ | Етнички састав према попису из 2003.‍ | Етнички састав према попису из 2003.‍ |
| ------------------------------------ | ------------------------------------ | ------------------------------------ | ------------------------------------ | ------------------------------------ |
|                                      |                                      |                                      |                                      |                                      |
| Црногорци                            | Црногорци                            |                                      | 591                                  | 47,50%                               |
| Срби                                 | Срби                                 |                                      | 267                                  | 21,46%                               |
| Хрвати                               | Хрвати                               |                                      | 186                                  | 14,95%                               |
| Руси                                 | Руси                                 |                                      | 12                                   | 0,96%                                |
| Југословени                          | Југословени                          |                                      | 12                                   | 0,96%                                |
| Македонци                            | Македонци                            |                                      | 10                                   | 0,80%                                |
| Албанци                              | Албанци                              |                                      | 9                                    | 0,72%                                |
| Италијани                            | Италијани                            |                                      | 6                                    | 0,48%                                |
| Муслимани                            | Муслимани                            |                                      | 5                                    | 0,40%                                |
| Словенци                             | Словенци                             |                                      | 3                                    | 0,24%                                |
| Бошњаци                              | Бошњаци                              |                                      | 3                                    | 0,24%                                |
| непознато                            | непознато                            |                                      | 0                                    | 0,0%                                 |

| \| \| м \| \| \| ж \| \| ? \| 4 \| \| \| 3 \| \| 80+ \| 10 \| \| \| 18 \| \| 75—79 \| 15 \| \| \| 23 \| \| 70—74 \| 22 \| \| \| 34 \| \| 65—69 \| 29 \| \| \| 27 \| \| 60—64 \| 21 \| \| \| 33 \| \| 55—59 \| 32 \| \| \| 22 \| \| 50—54 \| 48 \| \| \| 50 \| \| 45—49 \| 49 \| \| \| 49 \| \| 40—44 \| 50 \| \| \| 53 \| \| 35—39 \| 24 \| \| \| 41 \| \| 30—34 \| 33 \| \| \| 38 \| \| 25—29 \| 39 \| \| \| 42 \| \| 20—24 \| 58 \| \| \| 49 \| \| 15—19 \| 49 \| \| \| 51 \| \| 10—14 \| 64 \| \| \| 33 \| \| 5—9 \| 44 \| \| \| 31 \| \| 0—4 \| 26 \| \| \| 30 \| \| Просек : \| 38 \| \| \| 3 \| |    |  |  |    |
| |    |  |  |    |
| | м  |  |  | ж  |
| ? | 4  |  |  | 3  |
| 80+ | 10 |  |  | 18 |
| 75—79 | 15 |  |  | 23 |
| 70—74 | 22 |  |  | 34 |
| 65—69 | 29 |  |  | 27 |
| 60—64 | 21 |  |  | 33 |
| 55—59 | 32 |  |  | 22 |
| 50—54 | 48 |  |  | 50 |
| 45—49 | 49 |  |  | 49 |
| 40—44 | 50 |  |  | 53 |
| 35—39 | 24 |  |  | 41 |
| 30—34 | 33 |  |  | 38 |
| 25—29 | 39 |  |  | 42 |
| 20—24 | 58 |  |  | 49 |
| 15—19 | 49 |  |  | 51 |
| 10—14 | 64 |  |  | 33 |
| 5—9 | 44 |  |  | 31 |
| 0—4 | 26 |  |  | 30 |
| Просек : | 38 |  |  | 3  |

| Број домаћинстава према пописима из периода 1948—2003. | Број домаћинстава према пописима из периода 1948—2003. | Број домаћинстава према пописима из периода 1948—2003. | Број домаћинстава према пописима из периода 1948—2003. | Број домаћинстава према пописима из периода 1948—2003. | Број домаћинстава према пописима из периода 1948—2003. | Број домаћинстава према пописима из периода 1948—2003. | Број домаћинстава према пописима из периода 1948—2003. |
| Година пописа                                          | 1948.                                                  | 1953.                                                  | 1961.                                                  | 1971.                                                  | 1981.                                                  | 1991.                                                  | 2003.                                                  |
| ------------------------------------------------------ | ------------------------------------------------------ | ------------------------------------------------------ | ------------------------------------------------------ | ------------------------------------------------------ | ------------------------------------------------------ | ------------------------------------------------------ | ------------------------------------------------------ |
| Број домаћинстава                                      | 188                                                    | 252                                                    | 271                                                    | 299                                                    | 361                                                    | 363                                                    | 418                                                    |

| Број домаћинстава по броју чланова према попису из 2003. | Број домаћинстава по броју чланова према попису из 2003. | Број домаћинстава по броју чланова према попису из 2003. | Број домаћинстава по броју чланова према попису из 2003. | Број домаћинстава по броју чланова према попису из 2003. | Број домаћинстава по броју чланова према попису из 2003. | Број домаћинстава по броју чланова према попису из 2003. | Број домаћинстава по броју чланова према попису из 2003. | Број домаћинстава по броју чланова према попису из 2003. | Број домаћинстава по броју чланова према попису из 2003. | Број домаћинстава по броју чланова према попису из 2003. | Број домаћинстава по броју чланова према попису из 2003. |
| Број чланова                                             | 1                                                        | 2                                                        | 3                                                        | 4                                                        | 5                                                        | 6                                                        | 7                                                        | 8                                                        | 9                                                        | 10 и више                                                | Просек                                                   |
| -------------------------------------------------------- | -------------------------------------------------------- | -------------------------------------------------------- | -------------------------------------------------------- | -------------------------------------------------------- | -------------------------------------------------------- | -------------------------------------------------------- | -------------------------------------------------------- | -------------------------------------------------------- | -------------------------------------------------------- | -------------------------------------------------------- | -------------------------------------------------------- |
| Број домаћинстава                                        | 415                                                      | 90                                                       | 87                                                       | 69                                                       | 97                                                       | 53                                                       | 15                                                       | 3                                                        | 0                                                        | 1                                                        | 0                                                        |

| Пол    | Укупно | Неожењен/Неудата | Ожењен/Удата | Удовац/Удовица | Разведен/Разведена | Непознато |
| ------ | ------ | ---------------- | ------------ | -------------- | ------------------ | --------- |
| Мушки  | 483    | 177              | 275          | 15             | 15                 | 1         |
| Женски | 533    | 133              | 291          | 92             | 16                 | 1         |
| УКУПНО | 1.016  | 310              | 566          | 107            | 31                 | 2         |

| Пол    | Укупно                    | Пољопривреда, лов и шумарство | Рибарство                            | Вађење руде и камена | Прерађивачка индустрија       |
| ------ | ------------------------- | ----------------------------- | ------------------------------------ | -------------------- | ----------------------------- |
| Мушки  | 155                       | 4                             | 0                                    | 0                    | 11                            |
| Женски | 146                       | 1                             | 0                                    | 0                    | 10                            |
| Укупно | 301                       | 5                             | 0                                    | 0                    | 21                            |
|        |                           |                               |                                      |                      |                               |
| Пол    | Производња и снабдевање   | Грађевинарство                | Трговина                             | Хотели и ресторани   | Саобраћај, складиштење и везе |
| Мушки  | 1                         | 10                            | 35                                   | 10                   | 28                            |
| Женски | 1                         | 1                             | 34                                   | 11                   | 7                             |
| Укупно | 2                         | 11                            | 69                                   | 21                   | 35                            |
|        |                           |                               |                                      |                      |                               |
| Пол    | Финансијско посредовање   | Некретнине                    | Државна управа и одбрана             | Образовање           | Здравствени и социјални рад   |
| Мушки  | 0                         | 2                             | 21                                   | 8                    | 12                            |
| Женски | 3                         | 3                             | 12                                   | 15                   | 44                            |
| Укупно | 3                         | 5                             | 33                                   | 23                   | 56                            |
|        |                           |                               |                                      |                      |                               |
| Пол    | Остале услужне активности | Приватна домаћинства          | Екстериторијалне организације и тела | Непознато            | Непознато                     |
| Мушки  | 10                        | 0                             | 0                                    | 3                    | 3                             |
| Женски | 2                         | 0                             | 0                                    | 2                    | 2                             |
| Укупно | 12                        | 0                             | 0                                    | 5                    | 5                             |